# Enrico Trevisi
Enrico Trevisi (* 5. srpna 1963 Asola) je italský římskokatolický duchovní a biskup terstský.

## Život
Narodil se 5. srpna 1963 v Asole.
Vstoupil do kněžského semináře v Cremoně. Po teologickém studiu byl 20. června 1987 biskupem Enricem Assi vysvěcen na kněze a inkardinován do diecéze Cremona. Poté odešel do Říma, kde na Papežské univerzitě Gregoriana získal doktorát z morální teologie. Následně působil jako vicerektor a profesore kněžského semináře v Cremoně. Vyučoval také na Vyšším institutu náboženských studií v Mantově, na Papežské fakultě Severní Itálie a na Katolické univerzitě Nejsvětějšího Srdce.
Od roku 1997 byl zodpovědný za diecézní úřad pro sociální věci a práci. Roku 2004 byl jmenován rektorem semináře. Před jmenováním biskupem měl na starost oblast pastorace rodin. Dne 2. února 2024 jej papež František jmenoval biskupem terstským. Biskupské svěcení přijal 25. března z rukou biskupa Antonia Napolioni a spolusvětiteli byli arcibiskup Giampaolo Crepaldi a biskup Dante Lafranconi. Do úřadu byl slavnostně uveden 23. dubna.